# Ślepucha robakowata
Ślepucha robakowata (Xerotyphlops vermicularis) − gatunek bardzo małego węża z rodziny ślepuchowatych, przypominający dużą, błyszczącą dżdżownicę. Zamieszkuje południowo-zachodnią Azję, Egipt i Bałkany.

## Morfologia
Robakowate, błyszczące, okrągłe w przekroju ciało tego węża i nie odróżniająca się od tułowia głowa, przywodzą na myśl dżdżownicę, oczy – w postaci ciemnych plamek przykrytych łuskami – są ledwie widoczne. Barwa różowawa, łuski błyszczące, gładkie, zaokrąglone. Otwór gębowy w dolnej części głowy, brzuch i boki ciała nieco jaśniejsze niż grzbiet. Długość maksymalnie do 35 cm, szerokość ciała nie przekracza 5–6 mm.
Jak wszystkie ślepuchowate, ma gładką, grubą skórę chroniącą przed ukąszeniami mrówek, oraz grubą, sztywną czaszkę. Jej oczy są praktycznie szczątkowe, są w stanie odróżnić jedynie światło od ciemności.

## Występowanie
W Europie ślepucha robakowata spotykana jest w Grecji (w tym na wyspach Morza Egejskiego), Czarnogórze, Albanii, Macedonii Północnej, południowej Bułgarii i europejskiej części Turcji. Zamieszkiwany przez nią areał sięga jednak znacznie dalej na wschód i południowy wschód: występuje na Cyprze, w północnym Egipcie oraz w południowo-zachodniej Azji, od Libanu i Izraela po Gruzję, południowo-zachodnią Rosję (Dagestan), Tadżykistan, Afganistan i Iran. Występuje na terenach otwartych, suchych i dobrze nasłonecznionych, porośniętych skąpą roślinnością, a także w wilgotniejszych położeniach górskich. Często spotykana w norach i mrowiskach.

## Tryb życia
Jak większość ślepuchowatych prowadzi bardzo skryty tryb życia, niezmiernie trudno ją spotkać, większą część życia spędza pod ziemią. Jej pożywienie stanowią wyłącznie drobne bezkręgowce, głównie niewielkie owady i pierścienice. Jest łagodnym, zupełnie bezbronnym zwierzęciem, kolec na końcu ogona, który służy w rzeczywistości jako podpora podczas kopania, bywa brany przez ignorantów za niebezpieczną broń, służącą rzekomo do wstrzykiwania jadu.

## Rozmnażanie
Jak większość węży z tej grupy, nie wykazuje dymorfizmu płciowego. Po kopulacji, do której dochodzi w kwietniu lub maju, samica wykupuje niewielkie norki w ziemi i składa w nich 6–8 jaj, wielkości około centymetra.